# Funsho Bamgboye
Funsho Ibrahim Bamgboye (1999. január 9. –) nigériai-magyar kettős állampolgárságú labdarúgó, a török Hatayspor játékosa.

## Pályafutása

### Klubcsapatban
A szenegáli, majd a katari Aspire Akadémián nevelkedett. 2016 október végén jelentették be, hogy próbajátékon fog részt venni a magyar Újpest csapatánál. Ezt követően az Illés Béla Labdarúgó Akadémiánál négy héten keresztül vett részt próbajátékon.
2017. január 10-én aláírt a Szombathelyi Haladás csapatához, 2019. június 30-ig. A magyar NB I-ben február 25-én mutatkozott be az Újpest elleni hazai 0-2-es vereség alkalmával Jagodics Márk cseréjeként. A 2017-2018-as idényben az Illés Akadémia-Haladás csapatának tagjaként U19-es bajnokságot nyert és ő lett a sorozat gólkirálya is. A 2018-2019-es szezonban rendszeresen játéklehetőséget kapott az első csapatban. 2018 szeptemberében szerződését meghosszabbították 2021 nyaráig. 2019 nyarán a MOL Fehérvár csapatához szerződött. A Haladás színeiben összesen 36 élvonalbeli mérkőzésen négy gólt szerzett.
2023. január 31-én 2024 nyaráig szóló szerződést írt alá a román Rapid București csapatával, amely opciósan további egy évvel meghosszabbítható.

### A válogatottban
2015 október 17. és november 8. részt vett a hazája válogatottjával a U17-es világbajnokságon. Öt mérkőzésen lépett pályára, egy gólt szerzett ezzel segítve az ötödik világbajnoki címhez. 2015. november 8.-án Mali ellen talált be a mérkőzés 59. percében ezzel 2-0-ra győztek és megnyerték a Chilében rendezett tornát.
2022 májusában magyar állampolgársági esküt tett.

## Sikerei, díjai

### Klubcsapattal
MOL Fehérvár
- Magyar labdarúgó-bajnokság ezüstérmes: 2019–20

### Válogatottal
Nigéria U17
- U17-es labdarúgó-világbajnokság győztes: 2015